# ソ・ヨンジュ
ソ・ヨンジュ（서영주、1998年2月16日 - ）は、韓国の俳優である。

## 経歴
2008年に『霜花店（サンファジョム） 運命、その愛』で映画初出演を果たしたのち、『ヒーロー』や『私の心が聞こえる?』といった数々のテレビドラマに出演する。2012年には『未熟な犯罪者』で第25回東京国際映画祭最優秀男優賞を受賞する。2013年、キム・ギドク監督の映画『メビウス』に出演する。

## フィルモグラフィー

### 映画
- 霜花店（サンファジョム） 運命、その愛（2008年）
- 未熟な犯罪者（2012年）
- メビウス（2013年）
- 密偵(2016年)

### テレビドラマ
- ヒーロー（2009年-2010年、MBC）
- 階伯（2011年、MBC）
- 私の心が聞こえる?（2011年、MBC）
- 千日の約束（2011年、SBS）
- ファッション王（2012年、SBS）
- I Love イ・テリ（2012年、tvN）
- メイクイーン（2012年、MBC）
- 追跡者（チェイサー）（2012年、SBS）
- 黄金の虹（2013年-2014年、MBC）
- 君を憶えてる（2015年、KBS）
- ソロモンの偽証（2016年-2017年、JTBC）
- キミに猛ダッシュ～恋のゆくえは？～（2017年、KBS）
- 美しい世界（2019年、JTBC）
- 国民死刑投票（2023年、SBS）

## 受賞
- 2012年 - 第25回東京国際映画祭最優秀男優賞（『未熟な犯罪者』）